# Liste der denkmalgeschützten Objekte in Horažďovice
Grundlage dieser Liste der denkmalgeschützten Objekte in Horažďovice ist die ÚSKP-Liste (Ústřední seznam kulturních památek České republiky, deutsch Zentrale Liste der Kulturdenkmäler der Tschechischen Republik), die von der tschechischen Denkmalschutzbehörde NPÚ (Národní památkový ústav, deutsch Nationale Denkmalbehörde) seit 1987 geführt wird und an die seit dem Jahr 1850 geschaffenen Listen anschließt.

## Denkmalgeschützte Objekte nach Ortsteilen

### Horažďovice

#### Stadtteil Horažďovice
| Lage                                                                                    | Objekt                                     | Beschreibung | ÚSKP-Nr.                  | Bild                                 |
| --------------------------------------------------------------------------------------- | ------------------------------------------ | --- | ------------------------- | ------------------------------------ |
| Horažďovice, Nábřežní, Plzeňská, Podbranská, Prácheňská (Standort)                      | Stadtbefestigungen                         | Die Stadtbefestigungen aus der Zeit nach der Mitte des 13. Jahrhunderts bestehen aus einer durchgehend erhaltenen Stadtmauer mit dem Prager Tor und nach innen offenen rechteckigen Bastionen. | 25790/4-2924 Info Katalog | weitere Bilder                       |
| Horažďovice, Mírové Hauptplatz, Nr. 2760/3 (Standort)                                   | Mariensäule                                | Mariensäule. Das Werk von Jan Hofman aus dem Jahr 1725 dominiert den östlichen Teil des Platzes. Der Sockel besteht aus Granit und einer eigenen Skulptur aus Sandstein. Die Höhe der gesamten Säule beträgt ca. 12 m. Auf der Erdkugel steht eine Skulptur der Jungfrau Maria von der unbefleckten Empfängnis.                                                         | 20798/4-2925 Info Katalog | weitere Bilder                       |
| Horažďovice, Mírové Hauptplatz, Nr. 2760/3 (Standort)                                   | Brunnen                                    | Brunnen aus der ersten Hälfte des 19. Jahrhunderts. In der Mitte des polygonalen Steinbeckens befindet sich eine Steinskulptur, die die Basis einer zylindrischen Säule bildet, die eine Muschelschale trägt. | 36390/4-2918 Info Katalog | Brunnen                              |
| Horažďovice, Podbranská, Mírové Hauptplatz, zwischen Nr. 6 und 8, Nr. 2760/9 (Standort) | Tor zwischen den Häusern Nr. 6 und 8       | Tor zwischen Häusern.Renaissance Tor aus dem Ende des 16. Jahrhunderts. Im Erdgeschoss befindet sich eine halbkreisförmige gewölbte Öffnung des Eingangs, darüber ein falscher Boden mit zwei Segmenten gewölbter Öffnungen (falsche Fenster). Ihre Rahmung war wahrscheinlich klassizistisch.                                                                          | 10392/4-4852 Info Katalog | Tor zwischen den Häusern Nr. 6 und 8 |
| Horažďovice, Mírové Hauptplatz 5 (Standort)                                             | Friedensplatz Nr. 5                        | Ein zweistöckiges Reihenhaus mit vier Fensterachsen, klassizistischen Fassaden und reich strukturiertem Barockgiebel. Gotisches Haus mit erhaltenen gotischen Kellern. Barocke und klassische Flügel. Der Innenhof ist über einen Durchgang von der Podbranská-Straße erreichbar.                                                                                       | 26803/4-2931 Info Katalog | Friedensplatz Nr. 5                  |
| Horažďovice, Havlíčkova 52 (Standort)                                                   | Havlíčkova Nr. 52                          | Stadthaus. Terrassenförmiges zweistöckiges Renaissancehaus mit rechteckiger Fassade. Ein Gebäude aus der zweiten Hälfte des 16. Jahrhunderts mit einem gotischen Keller und Renaissancegewölben im Erdgeschoss. Während des Umbaus in den 1990er Jahren wurden die Fassaden des Gebäudes erheblich verändert.                                                           | 31810/4-2946 Info Katalog | Havlíčkova Nr. 52                    |
| Horažďovice, Havlíčkova 49 (Standort)                                                   | Havlíčkova Nr. 49                          | Zweistöckiges Stadthaus mit angrenzendem halbkreisförmigem Gewölbetor. Keller und Teil des peripheren Mauerwerks des Hauses wahrscheinlich gotischen Ursprungs, im Inneren Barock und Tonnengewölbe mit dreieckigen Sektoren. Steineingangsportal im Barockstil. | 33400/4-2944 Info Katalog | Havlíčkova Nr. 49                    |
| Horažďovice, Havlíčkova 48 (Standort)                                                   | Havlíčkova Nr. 48                          | Gotisches Stadthaus im Erdgeschoss aus der ersten Hälfte des 15. Jahrhunderts mit einem erhaltenen gotischen Portal. Im Keller befindet sich ein Tonnengewölbe, im Erdgeschoss ein Kreuzgewölbe mit Rippen an den Seiten. | 33046/4-2937 Info Katalog | Havlíčkova Nr. 48                    |
| Horažďovice, Havlíčkova 47 (Standort)                                                   | Havlíčkova Nr. 47                          | Gotisches Stadthaus aus dem 15. Jahrhundert mit erhaltenen gotischen Architekturelementen, im Renaissancestil umgebaut. | 28533/4-2936 Info Katalog | Havlíčkova Nr. 47                    |
| Horažďovice, Havlíčkova 46 (Standort)                                                   | Havlickova Nr. 46                          | Stadthaus. Ursprünglich ein zweistöckiges Reihenhaus aus der Renaissance mit einer klassizistischen Fassade, das 1888 mit eklektischen Elementen umgebaut wurde. In einem Teil des Hauses sind Renaissancegewölbe erhalten. Reihenhaus mit fünf Fensterachsen. Im Erdgeschoss befindet sich rechts ein Geschäft.                                                        | 10394/4-4853 Info Katalog | Havlickova Nr. 46                    |
| Horažďovice, Prácheňská 81 (Standort)                                                   | Prácheňská Nr. 81                          | Stadthaus. Eckiges einstöckiges Haus mit einem Stockwerk und angeschlossenen Wirtschaftsgebäuden. Im Erdgeschoss und im ersten Stock des Hauses sind Renaissancegewölbe mit Tonnengewölben und Holzbalkendecken erhalten. Renaissancehaus mit wirtschaftlichem Charakter, Teil der historischen Entwicklung.                                                            | 23738/4-2948 Info Katalog | Prácheňská Nr. 81                    |
| Horažďovice, Trhová 100, Prácheňská (Standort)                                          | Gasthaus Schwarzer Adler                   | Wirtshaus Schwarzer Adler. Ursprünglich Renaissancehaus mit erhaltenem Keller und Kreuzgewölbe im Eckzimmer. Glatte Fassaden aus der zweiten Hälfte des 19. Jahrhunderts. Die Fassade zur Trhova-Straße ist sechsachsig und der Eingang befindet sich auf der dritten Achse von links.                                                                                  | 37109/4-2951 Info Katalog | Gasthaus Schwarzer Adler             |
| Horažďovice, Trhová 101, Prácheňská (Standort)                                          | Markt Nr. 101                              | Stadthaus. Ursprünglich ein Renaissancehaus, das zuerst im Barockstil und dann in den 1870er Jahren umgebaut wurde. Teil einer hochwertigen Sammlung historischer Gebäude am gotischen Stadttor. | 10387/4-4855 Info Katalog | Markt Nr. 101                        |
| Horažďovice, Prácheňská 82 (Standort)                                                   | Gefängnis                                  | Gefängnis. Ein kleines zweistöckiges Gebäude am Stadttor, wahrscheinlich zur gleichen Zeit wie die Stadtbefestigung im 13. Jahrhundert entstanden. Tonnengewölbe mit Sektoren im Innenraum. Eingeschossiges, freistehendes Haus mit hohem Giebeldach. | 30523/4-2949 Info Katalog | Gefängnis                            |
| Horažďovice, Příkopy, vor dem Prager Tor, Nr. 2759/9 (Standort)                         | Nicholas Nischenkapelle                    | Barocke Nischenkapelle von St. Adalbert von 1738, prismatisch, auf einem Steinsockel stehend mit halbkreisförmigen Gewölbenischen an allen vier Seiten. Die vordere Nische mit Pieta ist durch eine Steinbalustrade mit zwei Kegeln geschützt. | 19133/4-2917 Info Katalog | weitere Bilder                       |
| Horažďovice, südlich der Stadt, Nr. 2691/42 (Standort)                                  | Marterl                                    | Niedriger prismatischer Schrein mit Nischen und Pyramidendach. | 14632/4-2921 Info Katalog | Marterl                              |
| Horažďovice, Příkopy 137 (Standort)                                                     | Schmiede                                   | Schmiede. Kleines klassizistisches Gebäude. Ein einfaches, mit Ziegeln verputztes Gebäude mit einem Satteldach. Über dem Haupteingang auf der Südseite befindet sich ein relativ großes Pyramidendach. | 10393/4-4856 Info Katalog | Schmiede                             |
| Horažďovice, Strakonická 149 (Standort)                                                 | Husův sbor                                 | Kirche der tschechoslowakischen Hussitenkirche. Ein Beispiel für anspruchsvolle dominante Architektur aus dem späten 19. Jahrhundert mit romantischen historisierenden Details. | 10388/4-4881 Info Katalog | weitere Bilder                       |
| Horažďovice, Blatenská 313, Strakonická, Nr. 227/4, 227/6 (Standort)                    | Kloster mit der Kirche Unserer Lieben Frau | Kloster mit der Kirche Unserer Lieben Frau. Spätgotischer Klosterkomplex mit der Kirche Unserer Lieben Frau. Im Kreuzgang und in der Kapitularhalle sind Kellergewölbe aus der Zeit um 1500 erhalten, die für die spätböhmische Region im spätgotischen Stil charakteristisch sind. Barock im späten 17. Jahrhundert.                                                   | 15922/4-2915 Info Katalog | weitere Bilder                       |
| Horažďovice, Strakonická 154, Nr. 218/4 (Standort)                                      | Hotel Blauer Stern                         | Hotel Blauer Stern, davon nur: Teil des Gebäudes mit Theatersaal. Hochwertige klassizistische Architektur, die die Gebäudeentwicklung der Gotik und der Renaissance am Ende des 19. Jahrhunderts demonstriert. Das Gebäude wurde an der Stelle eines großen Komplexes einer ehemaligen Poststation aus dem frühen 19. Jahrhundert erbaut.                               | 10395/4-4857 Info Katalog | Hotel Blauer Stern                   |
| Horažďovice, Ševčíkova 33 (Standort)                                                    | Ševčíkova Nr. 33                           | Stadthaus. Stadthaus aus der Renaissance, im klassizistischen Stil umgebaut. Das Gebäude grenzt teilweise an die innere Befestigungsmauer an, sein Garten wird von einer Außenmauer mit Spaltlücken begrenzt. | 28354/4-2942 Info Katalog | Ševčíkova Nr. 33                     |
| Horažďovice, Plzeňská 70 (Standort)                                                     | Plzeňská Nr. 70                            | Stadthaus. Kleines Haus gotischen Ursprungs, neben dem nördlichen Stadttor, Teil der Stadtbefestigung. Das Gebäude wurde zusammen mit Befestigungen im 13. Jahrhundert gebaut, Modifikationen in der zweiten Hälfte des 19. Jahrhunderts. Eingeschossiges Haus mit unregelmäßigem rechteckigem Grundriss und Satteldach.                                                | 18914/4-2938 Info Katalog | Plzeňská Nr. 70                      |
| Horažďovice, Plzeňská 236 (Standort)                                                    | Plzeňská Nr. 236                           | Stadthaus. Barockhaus mit beeindruckendem Giebel mit Spiralflügeln und angrenzendem Tor. | 30682/4-2930 Info Katalog | Plzeňská Nr. 236                     |
| Horažďovice, vor dem Eingang zum Friedhof, Nr. 2756/1 (Standort)                        | Skulptur des heiligen Josef                | Skulptur St. Joseph. Auf einem prismatischen Sockel mit einer hohen toskanischen Säule steht eine kleine Skulptur des Hl. Joseph mit Jesuskind im Arm. Barocker Ursprung, datiert auf einem Sockel auf 1708. Granitsäule, Sandsteinstatue. | 27944/4-2926 Info Katalog | weitere Bilder                       |
| Horažďovice, Mayerova, Nr. 253, 413, Nr. 175/2, 186 (Standort)                          | Kirche Johannes des Täufers                | Kirche St. Johannes der Täufer. Eine dreischiffige Renaissance-Friedhofskirche aus dem Ende des 16. Jahrhunderts im Barockstil von 1693. Im südlichen Teil des Friedhofs befindet sich ein neobarockes Grab des Erbauers D. Majer. | 17412/4-2914 Info Katalog | weitere Bilder                       |
| Horažďovice, Komenského 1079, Strakonická (Standort)                                    | Schlossbrauerei                            | Brauerei. Objekt im Erdgeschoss mit einem länglichen Grundriss mit ausgedehnten Hochgewölbekellern. 1866 als Schlossbrauerei erbaut. Die Produktion wurde 1946 eingestellt. Markante Industriearchitektur von bescheidenem Stil mit historisierenden Details. | 10381/4-4884 Info Katalog | Schlossbrauerei                      |
| Horažďovice, Komenského 212 (Standort)                                                  | Komenského Nr. 212                         | Stadthaus. Jugendstilhaus, 1907 von Bubla erbaut. Das Eckgeschoss auf L-förmigem Grundriss. Auf dem Gelände befinden sich ein kleiner Jugendstil-Pavillon neben der Giebelwand des Hauses an der Südostseite und Jugendstil-Metallzäune auf einer Steinstützmauer. | 10396/4-4858 Info Katalog | Komenského Nr. 212                   |
| Horažďovice, Kreuzung der Straßen Zářečská und Strakonická, Nr. 2754/4 (Standort)       | Statue St. Florian                         | Sandstein Statue St. Florian aus der ersten Hälfte des 18. Jahrhunderts auf einem prismatischen Sockel mit einem gewölbten Bogengesims. Die Statue wurde 1996 an der ursprünglichen Stelle durch Kopien ersetzt, das Original befindet sich in der Eingangshalle der Feuerwache Nr. 235.                                                                                | 23056/4-2919 Info Katalog | weitere Bilder                       |
| Horažďovice, Nábřežní 273 (Standort)                                                    | Schlossmühle                               | Schlossmühle. Ein größeres siebenachsiges mehrstöckiges Gebäude mit einem fast quadratischen Grundriss mit einer eklektisch modifizierten Fassade und einem breiten Giebel mit Spiralflügeln. Ursprünglich eine Renaissance-Mühle aus dem Jahr 1606. | 37640/4-2932 Info Katalog | weitere Bilder                       |
| Horažďovice, Mírové Hauptplatz 11, 12 (Standort)                                        | Horažďovice Schloss                        | Der weitläufige Schlosskomplex mit seinem großen Innenhof grenzt an der Südseite an den Hauptplatz, die West- und Nordseite stehen über dem Hang und bauen auf den mittelalterlichen Befestigungen der Stadt auf. Der Kern des Schlosskomplexes ist das vierstöckige Gebäude einer ehemaligen gotischen Burg.                                                           | 46949/4-2911 Info Katalog | weitere Bilder                       |
| Horažďovice, Mírové Hauptplatz 10 (Standort)                                            | Dekanat                                    | Dekanat. Das zweistöckige Gebäude, ursprünglich ein Renaissancegebäude auf dem Grundriss eines länglichen Rechtecks. Der nördliche Teil des Gebäudes ist klassizistisch. | 20821/4-2922 Info Katalog | Dekanat                              |
| Horažďovice, Mírové Hauptplatz, Nr. 151/1–2 (Standort)                                  | Kirche der Heiligen Peter und Paul         | Kirche St. Peter und Paul. Ein dreischiffiges Basilika-Gebäude mit authentischen Strukturen aus dem 13. und 14. Jahrhundert. | 21979/4-2912 Info Katalog | weitere Bilder                       |
| Horažďovice, Hradební 67 (Standort)                                                     | Krankenhaus                                | Krankenhaus. Ursprünglich ein Stadthaus aus der Renaissance, von dem die Vorderwand mit einem dreieckigen dreistöckigen Stufengiebel erhalten geblieben ist. Die äußere (westliche) Wand des Hauses besteht aus der Stadtmauer. Eingeschossiges Haus mit rechteckigem Grundriss über dem Hang. 1954 wurde das Haus komplett umgebaut und modernisiert.                  | 18025/4-2923 Info Katalog | weitere Bilder                       |
| Horažďovice, Hradební, Nr. 75/2, 106–117, Nr. 2760/1 (Standort)                         | Metzgerläden                               | Metzgerläden. Ein langgestrecktes Haus im Erdgeschoss mit 12 nebeneinander liegenden Geschäften, jedes mit einer klassizistischen Tür und einem Fensterladen am Verkaufsfenster. Das Gebäude ist wahrscheinlich bereits barocken Ursprungs in der heutigen klassizistischen Form.                                                                                       | 38411/4-2929 Info Katalog | weitere Bilder                       |
| Horažďovice, Hradební 65, Podbranská (Standort)                                         | Hradební Nr. 65                            | Stadthaus wahrscheinlich gotischen Ursprungs, im barocken und klassizistischen Stil modifiziert. Eckgeschossiges Haus mit Walmdach gedeckt. In den 1970er Jahren verlief eine Holzveranda um die gesamte Hoffassade, die heute fehlt. | 16877/4-2947 Info Katalog | Hradební Nr. 65                      |
| Horažďovice, Podbranská 58 (Standort)                                                   | Podbranská Nr. 58                          | Stadthaus. Eckhaus mit gotischen Kellern, angepasst an seine heutige Form im klassizistischen Stil. | 10391/4-4854 Info Katalog | Podbranská Nr. 58                    |
| Horažďovice, Podbranská 57 (Standort)                                                   | Podbranská Nr. 57                          | Stadthaus, im 19. Jahrhundert durch die Kombination von 2 ursprünglich unabhängigen Renaissancegebäuden geschaffen. Am Gebäude sind Sgraffiti erhalten, intakte Renaissance-Anordnung mit zwei Treppen und Renaissance-Gewölben. Im linken Teil des Hauses und im Innenhof verläuft die Stadtmauer.                                                                     | 27215/4-2939 Info Katalog | Podbranská Nr. 57                    |
| Horažďovice, Trhová 92 (Standort)                                                       | Markt Nr. 92                               | Stadthaus im Erdgeschoss aus der Renaissance, im klassizistischen Stil und Ende des 19. Jahrhunderts umgebaut. Im Inneren sind Renaissancegewölbe und klassizistische Gewölbe erhalten. Die Fassade wurde modernisiert. Haus im Erdgeschoss mit breiter Fassade. Links ist ein breites modernes Fenster, dann ein quadratischer Eingang und drei moderne Fenster.       | 17521/4-2950 Info Katalog | Markt Nr. 92                         |
| Horažďovice, Odbojářů 990, Plzeňská, Nr. 401, Nr. 766 (Standort)                        | Jüdischer Friedhof                         | Der jüdische Friedhof stammt aus dem frühen 19. Jahrhundert. Auf einer relativ großen Fläche von 3097 m² sind fast 400 Grabsteine erhalten, von denen 93 barocke Grabsteine von einem älteren Friedhof aus dem 17. Jahrhundert hierher gebracht wurden, der in den 1920er Jahren abgeschafft wurde. Der älteste Grabstein mit sichtbarem Text stammt aus dem Jahr 1684. | 106331 Info Katalog       | weitere Bilder                       |
| Horažďovice, pod Loretou, Nr. 2730/10 (Standort)                                        | Marterl                                    | Prismatischer Säulenschrein mit niedrigem Pyramidendach aus dem frühen 18. Jahrhundert. Auf dem Dach zweibeiniges eisernes Kleekreuz, geschmückt mit zwei kleinen Vögeln und gekreuzten Blumen. | 26724/4-2920 Info Katalog | BW                                   |
| Horažďovice, ungefähr 1 km südlich von Horažďovic, Nr. 323, Nr. 1740/4 (Standort)       | Pilgerkapelle St. Anna                     | Pilgerkapelle St. Anna. Frühbarocke Pilgerkapelle oberhalb einer Quelle auf einer Terrasse, die über eine zweigeteilte Treppe erreichbar ist. Das Gebäude wurde im klassizistischen Stil angepasst. Der Innenraum mit Kreuzgewölbe, die Kapelle ist von einer Galerie umgeben.                                                                                          | 19187/4-2956 Info Katalog | weitere Bilder                       |

#### Stadtteil Zářečí u Horažďovic
| Lage | Objekt                                    | Beschreibung | ÚSKP-Nr.                  | Bild                                      |
| --- | ----------------------------------------- | --- | ------------------------- | ----------------------------------------- |
| Horažďovice, Zářečí, im südwestlichen Teil des Ortes beim Schloss, Zářečí u Horažďovic, Nr. 2464/2 (Standort) | Straßenbrücke                             | Barocke Steinbrücke aus Stein, mit niedrigem Halbkreisbogen, ergänzt durch eine separate kleinere Fußgängerbrücke. Ab der Mitte des 18. Jahrhunderts. Die Brücke überwindet den Mühlbach (Mlýnský potok) im südwestlichen Teil der Stadt in der Nähe des Schlosses.                                               | 44195/4-4286 Info Katalog | weitere Bilder                            |
| Horažďovice, Zářečská, Zářečí u Horažďovic, Nr. 2398 (Standort)                                               | Kapelle des heiligen Johannes von Nepomuk | Kapellchen St. Johannes von Nepomuk. Kleine Barockkapelle mit dreieckigem Giebel und fünfeckigem Chor, verbunden mit der Umfassungsmauer. Auf der Vorderseite eine tiefe Nische mit einer Skulptur St. Johannes von Nepomuk. Datiert auf 1729.                                                                    | 27801/4-2953 Info Katalog | Kapelle des heiligen Johannes von Nepomuk |
| Horažďovice, nordwestlich von Horažďovic (Standort)                                                           | Wildreservat                              | Wildgehege. Einzigartig erhaltenes Jagdgebiet mit spezifischem Pflanzen- und Tierspektrum, das sich allmählich in einen natürlichen Landschaftspark verwandelt, mit erhaltenen historischen Gebäuden und Zäunen in verschiedenen Stadien der Zerstörung. Eines der wenigen überlebenden Wildgehege in der Region. | 103928 Info Katalog       | BW                                        |
| Horažďovice, Zářečí bei Horažďovic, Nr. 94 (Standort)                                                         | Aussichtspunkt (Gloriette)                | Aussichtspunkt. Ein kleines aristokratisches Gebäude zu Beginn des Hochbarocks mit klassischen Einflüssen, das im späten 17. Jahrhundert erbaut wurde. Der Erbauer war mit ziemlicher Sicherheit Graf Václav Vojtěch von Šternberk, der damalige Besitzer des Herrenhauses Horažďovice.                           | 103970 Info Katalog       | BW                                        |

### Svaté Pole
| Lage                                        | Objekt        | Beschreibung | ÚSKP-Nr.                  | Bild           |
| ------------------------------------------- | ------------- | --- | ------------------------- | -------------- |
| Svaté Pole, Svaté Pole 5 (Standort)         | Gehöft Nr. 5  | Landhaus. Backsteinbauernhaus aus der ersten Hälfte des 19. Jahrhunderts mit einem Barockgiebel, einem Gewölbetor und erhaltenen Wirtschaftsgebäuden. Geschlossenes Gehöft um einen rechteckigen Innenhof auf einem U-förmigen Grundriss mit Eingangstor. | 25164/4-2957 Info Katalog | weitere Bilder |
| Svaté Pole, Dorfplatz, Nr. 277/1 (Standort) | Navesní kaple | Kleinere Dorfkapelle mit rechteckigem Grundriss mit abgerundeten Ecken und Spiralgiebel aus dem Ende des ersten Viertels des 19. Jahrhunderts. Satteldach, in der Mitte des Dachfirsts befindet sich ein vierseitiger Turm in Pyramidenform.              | 52180/4-5316 Info Katalog | weitere Bilder |

### Boubín
| Lage                                 | Objekt        | Beschreibung | ÚSKP-Nr.                  | Bild           |
| ------------------------------------ | ------------- | --- | ------------------------- | -------------- |
| Boubín, Dorfplatz, Nr. 27 (Standort) | Navesní kaple | Kleine Backsteindorfkapelle mit versetztem, halbkreisförmigem Abschluss, auf der vorderen Backsteinmauer mit Spiralflügeln. Auf dem Dachfirst Turm. Volksarchitektur des 19. Jahrhunderts. | 51972/4-5283 Info Katalog | weitere Bilder |

### Třebomyslice
| Lage                                                                                     | Objekt                  | Beschreibung | ÚSKP-Nr.                  | Bild                    |
| ---------------------------------------------------------------------------------------- | ----------------------- | --- | ------------------------- | ----------------------- |
| Třebomyslice, Třebomyslice 26 (Standort)                                                 | Gehöft Nr. 26           | Ein Landhaus mit einem Wohngebäude, das mit zwei gewölbten Giebeln mit Türmen ausgestattet ist. Volksbarockarchitektur der zweiten Hälfte des 18. Jahrhunderts. | 34277/4-3448 Info Katalog | Gehöft Nr. 26           |
| Třebomyslice, südlicher Teil des Ortes, an der Landstraße, Nr. 47, Nr. 605/18 (Standort) | Kapelle mit Gedenkkreuz | Quadratische rechteckige Kapelle mit halbkreisförmigem Abschluss, dreieckigem Giebel und prismatischem Glockenturm. Empire Gebäude ab Mitte des 19. Jahrhunderts. Vor der Kapelle auf der rechten Seite ein gusseisernes Gedenkkreuz auf einem Steinsockel aus dem Jahr 1860. | 32585/4-3447 Info Katalog | Kapelle mit Gedenkkreuz |
| Třebomyslice, innerhalb der Umfassungsmauer Nr. 3, Nr. 10 (Standort)                     | Nischenkapelle          | Kleine barocke Nischenkapelle mit einer tiefen Nische und einer Volutentafel, versenkt in die Umfassungsmauer des Landgutes. Ab dem Ende des 18. Jahrhunderts. | 12543/4-4862 Info Katalog | Nischenkapelle          |

### Horažďovická Lhota
| Lage                                                | Objekt                  | Beschreibung                                                            | ÚSKP-Nr.                  | Bild                    |
| --------------------------------------------------- | ----------------------- | ----------------------------------------------------------------------- | ------------------------- | ----------------------- |
| Horažďovická Lhota, Dorfplatz, Nr. 508/1 (Standort) | Kapelle mit Gedenkkreuz | Ensemble aus kleiner Barockkapelle und Gusseisenkreuz auf einem Sockel. | 21962/4-2958 Info Katalog | Kapelle mit Gedenkkreuz |

### Babín
| Lage                                                          | Objekt  | Beschreibung | ÚSKP-Nr.                  | Bild    |
| ------------------------------------------------------------- | ------- | --- | ------------------------- | ------- |
| Babín, an der Landstraße nach Horažďovice, Nr. 234 (Standort) | Marterl | Marterl in atypischer Form, Beginn des 19. Jahrhunderts. Massiver gemauerter Turm, über einem quadratischen Grundriss. | 28527/4-2729 Info Katalog | Marterl |

### Komušín
| Lage                                  | Objekt     | Beschreibung                                              | ÚSKP-Nr.                  | Bild       |
| ------------------------------------- | ---------- | --------------------------------------------------------- | ------------------------- | ---------- |
| Komušín, Dorfplatz, Nr. 12 (Standort) | Kapellchen | Quadratische rechteckige Kapelle. Beginn 19. Jahrhundert. | 15425/4-3073 Info Katalog | Kapellchen |